# Typhrasa
Typhrasa Örstadius & E. Larss. – rodzaj grzybów z rodziny kruchaweczkowatych (Psathyrellaceae).

## Systematyka i nazewnictwo
Pozycja w klasyfikacji według Index Fungorum
Psathyrellaceae, Agaricales, Agaricomycetidae, Agaricomycetes, Agaricomycotina, Basidiomycota, Fungi.
Gatunki
- Typhrasa gossypina (Bull.) Örstadius & E. Larss. 2015 – tzw. kruchaweczka jedwabistotrzonowa
- Typhrasa nanispora Örstadius, Hauskn. & E. Larss. 2015

Nazwy naukowe na podstawie Index Fungorum. Wykaz gatunków i nazwa polska według W. Wojewody (podana jako Psathyrella gossypina).